# Ceriodaphnia lacustris
Ceriodaphnia lacustris är en kräftdjursart som beskrevs av Birge 1893. Ceriodaphnia lacustris ingår i släktet Ceriodaphnia och familjen Daphniidae. Inga underarter finns listade i Catalogue of Life.